# بخش یوژسکی
بخش یوژسکی (به لاتین: Yuzhsky District) یک منطقهٔ مسکونی در روسیه است که در استان ایوانوف واقع شده‌است.